# Rhizophagus microps
Rhizophagus microps es una especie de coleóptero de la familia Monotomidae.

## Distribución geográfica
Habita en Uzbekistán.